# Reichsarbeitsdienst
 (octobre 2023).
Si vous disposez d'ouvrages ou d'articles de référence ou si vous connaissez des sites web de qualité traitant du thème abordé ici, merci de compléter l'article en donnant les références utiles à sa vérifiabilité et en les liant à la section « Notes et références ».
Pour les articles homonymes, voir RAD.
Le Reichsarbeitsdienst (abrév. RAD ou « Service du travail du Reich » en français) était une organisation de l'appareil du pouvoir national-socialiste du Troisième Reich créé en 1933. À partir de juin 1935, chaque jeune homme et jeune fille était obligé d'effectuer un service de travail de six mois qui précédait le service militaire.

## Aperçu
Le Reichsarbeitsdienst était né du mouvement de réforme des Arbeitsdienste (services de travail volontaires), repris par Konstantin Hierl qui voulait les transformer en un service de travail national-socialiste à partir de 1931.
Hitler s'opposait par principe aux institutions, associations et initiatives du service de travail volontaire. Pour lui, le service du travail national socialiste devait être un service obligatoire pour tous les jeunes, conformément à sa devise de l'accord consistant en « enseignement obligatoire - service de travail obligatoire - service militaire obligatoire ». Les gouvernements de la république de Weimar ont repoussé l'idée d'un service de travail obligatoire. C'est la raison pour laquelle les efforts des leaders du NSDAP aux niveaux régionaux et nationaux étaient de fonder un service de travail national socialiste destiné aux volontaires, initiative qui a réussi ; par ces efforts, ce service faisait suite à de forts souhaits de jeunes électeurs nazis qui voulaient participer à ces campements de service de travail. Une des associations les plus importantes était le VzU Verein zur Umschulung (association de reconversion), agissant dans de nombreuses parties de l'Allemagne. Konstantin Hierl par contre n'avait guère d'influence sur la création de ces initiatives aux dénominations très diverses.
Après que Hitler eût été nommé chancelier du Reich, Hierl fut nommé secrétaire d'État et Reichsarbeitsführer (Chef du travail du Reich) et, à partir du 31 mars 1933, il était sous les ordres du ministère du Travail du Reich. Avec effet au 3 juillet 1934, le RAD était sous les ordres du ministère de l'Intérieur du Reich. À partir de 1935, le journal Der Arbeitsmann (Le Travailleur) était l'organe officiel du RAD.
Franz Seldte, anciennement leader de l'association Stahlhelm, est devenu ministre du Travail du Reich du cabinet Hitler. Au mois d'août 1933, il est devenu Obergruppenführer (chef de groupe supérieur) de la SA et plus tard Reichskommissar (commissaire du Reich) pour le service de travail du Reich.
La base juridique pour l'introduction du service obligatoire était une loi sur le service de travail du Reich, édictée par le gouvernement du Reich le 26 juin 1935. Le § 1 disait :
« Le Reichsarbeitsdienst est un service d'honneur pour le peuple allemand. Tous les jeunes allemands des deux sexes sont obligés de servir leur peuple dans le Reichsarbeitsdienst. Le Reichsarbeitsdienst a pour but d'éduquer la jeunesse allemande dans l'esprit du national-socialisme pour qu'ils cherchent la communauté du peuple et trouvent la vraie idée de travail, surtout le respect dû au travail manuel. Le Reichsarbeitsdienst s'occupe de travaux d'utilité publique. »
En outre, il disait que tous les hommes entre 18 et 25 ans devaient effectuer leur service pour une durée de six mois. Ce service précédait le service militaire qui durait deux ans. Pendant la Seconde Guerre mondiale, on a raccourci cette durée et à la fin ce n'étaient que six semaines, dont on profitait uniquement pour l'éducation militaire.
À partir du 4 septembre 1939, le service obligatoire concernait également la population féminine. Un peu plus tard, il y avait environ 100 000 Arbeitsmaiden (filles ouvrières) qui travaillaient pour le Reichsarbeitsdienst. Avec l'Anschluss de l’Autriche en 1938, les Autrichiens étaient également astreints à l'Arbeitsdienst.
Seulement ceux qui avaient effectué leur Arbeitsdienst pouvaient être admis à l'Université. Les postulants à l'Université qui étaient jugés incapables d'effectuer l'Arbeitsdienst devaient faire un Studentischer Ausgleichsdienst (service de péréquation d'étudiants). Ce service était une organisation de la direction du Reich des étudiants.

## Uniformes

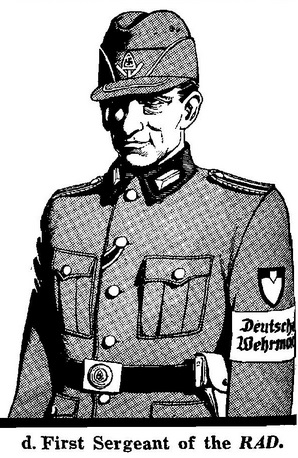
Représentation américaine d'un sergent du RAD.

Ceux qui effectuaient leur service portaient soit des habits paramilitaires soit des uniformes avec brassards. La couleur choisie pour les hommes et les femmes était brun terre. L’uniforme a été introduit au début de 1934. Les membres masculins du RAD devaient porter la bande de bras à la manche gauche de l’uniforme, en dessous de la bêche avec la désignation de la fonction. Il s’agissait d’une croix gammée classique. On dit[Qui ?] que Hierl s’opposait fermement à l’introduction de la croix gammée et que Hitler l’avait pratiquement contourné en donnant au RAD une indépendance relative dans le ministère de l’Intérieur. Pendant la guerre il y avait des brassards spéciaux en plus pour des unités spécialisées comme « correspondant de guerre », « patrouille » etc. Il y avait aussi des brassards pour les divisions Emsland et les divisions de l’Ostwall (est) et de la ligne Siegfried (ouest) ainsi que d'autres pour les hommes du RAD qui participaient à des opérations militaires directes sur le front pendant le « Russland-Feldzug » (campagne de Russie) avec les noms de batailles.
Les membres féminins du RAD ne portaient pas de bande de bras, officiellement. Il en fut cependant créées, dans quelques régions d’Allemagne, pour des actions spéciales mais elles ne s’implantèrent pas de manière unitaire.
La mention sur le brassard indiquait la fonction de la personne recrutée, par exemple RAD- Kriegshilfsdienst (service auxiliaire de guerre), KHD-Straßenbahn (service auxiliaire de guerre/tram), etc.

## Drapeau duReichsarbeitsführer, le chef du RAD
Le Reichsarbeitsführer (Konstantin Hierl) disposait, comme l'ensemble des dirigeants d'organisation de masse nazies, d'un drapeau propre à sa fonction. Ce drapeau reprend le drapeau de service du RAD mais comporte avec l'aigle du NSDAP dans les quatre coins, sur le modèle des drapeaux personnels de Hitler et de Himmler.

## Service de la jeunesse masculine dans le RAD

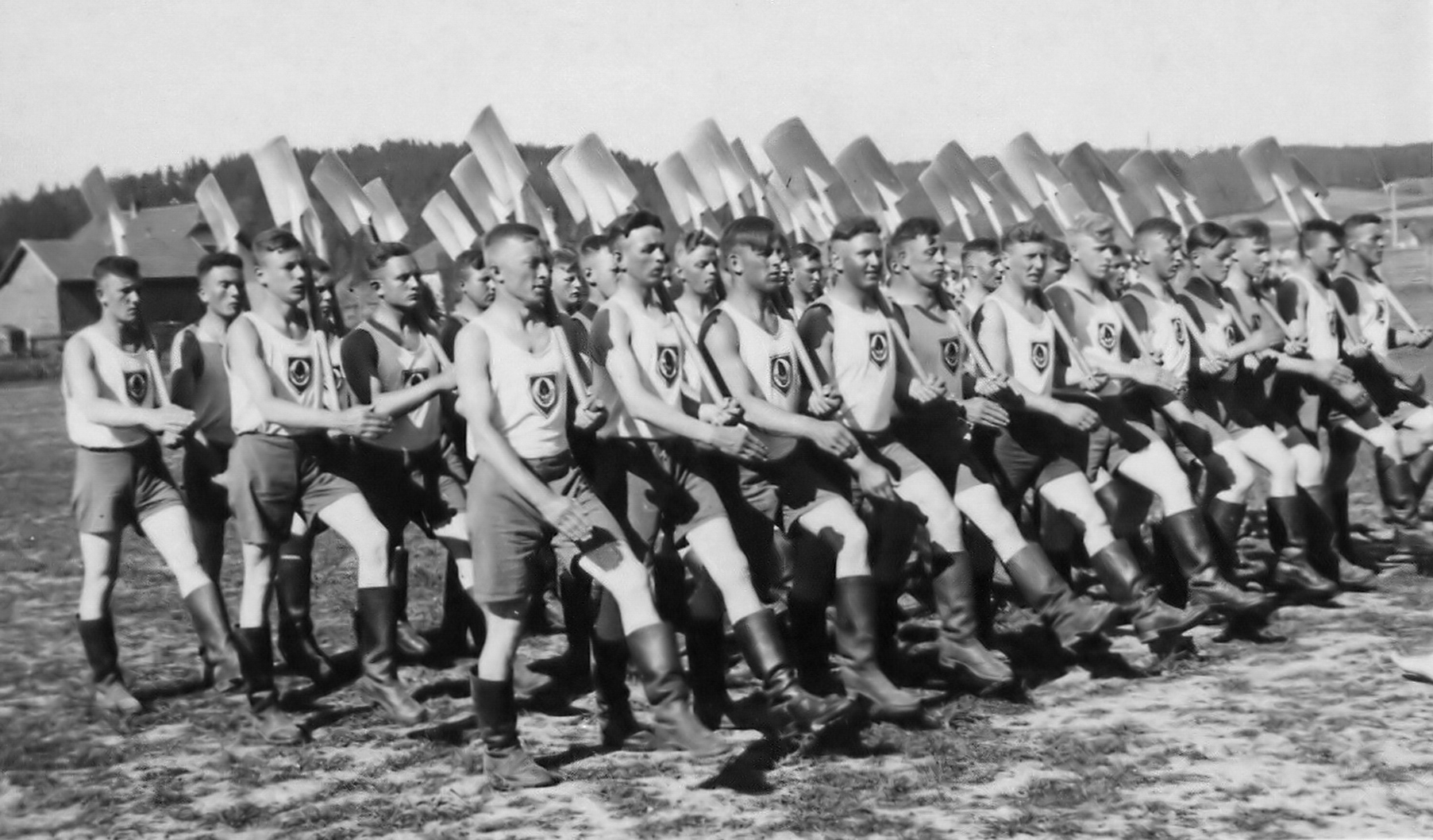
Défilé de membres du RAD vers 1940

Les tâches du RAD étaient nombreuses. Avant la guerre, il s'agissait surtout de travaux forestiers, de culture ainsi que de la construction de digues, des travaux de drainage et des activités dans l'agriculture. Un accent important, même s'il s'est révélé peu productif, a été l'entrée en action dans l'Emsland pour défricher les vastes étendues de lande et de marais. Ils participaient à la construction des Reichsautobahnen (autoroutes du Reich), par exemple dans la région de Francfort-sur-le-Main. Mais il y avait des travaux de défrichage à plusieurs endroits en Allemagne. De même, on participait à la construction d'ouvrages militaires comme le Westwall (Mur occidental) et le Ostwall (Mur oriental).
Pendant la guerre, on enrôlait le RAD de plus en plus pour des constructions importantes pour la guerre dans l'environnement des troupes au combat. À partir de 1942, les hommes de la classe 1924 avaient leur place directement derrière le front de l'Est, où ils construisaient des installations militaires, des voies et des ponts. Ils rencontraient l'ennemi et il y avait des pertes. Par exemple, lors des batailles autour de Rjev des hommes ouvriers des divisions du Arbeitsgau VIII Brandenburg et Schlesien X se sont défendus à la manière de l'infanterie pendant plusieurs jours contre des attaques russes. En octobre 1942, après l'écoulement du service obligatoire de six mois du RAD les équipes engagées dans les territoires occupés de l'Union Soviétique ont été adoptées presque complètement dans des Feldausbildungsregimenter (ou régiments de formation) de l'armée (là-bas avait lieu la Rekrutenausbildung (formation des recrues) dans la Russie occupée qui normalement se déroulait dans le pays d'origine ; comme ça on n'était pas obligé de transporter les nouvelles recrues de retour en Allemagne et en même temps on pouvait les engager contre les Partisanenverbände (association de partisans). Les leaders du RAD, par contre, rentraient dans le Reich. À partir de 1943, il n'y avait plus de membres du RAD enrôlés à l'est.
À partir de 1943, des batteries de canons antiaériens indépendantes ont été constituées à l'Ouest et en Allemagne. Les équipes suivaient une formation sur canons antiaériens dans de la Luftwaffe et en uniforme RAD armaient des pièces d'artillerie des Pays-Bas jusqu'en France. D'autres divisions construisaient des petits bunkers et des abattis sur les plages de la Méditerranée et de l'Atlantique, avec l'organisation Todt. Beaucoup de divisions faisaient des travaux de défrichage pour la production d'armement déplacée dans le territoire du Reich.

## Service de la jeunesse féminine dans le RAD
Du service de travail volontaire (FAD) qui le précéda, le RAD féminin garda un temps la vocation idéologique. Un dessein initial du RAD était de former les jeunes femmes sans emploi ni famille à charge aux travaux agricoles, aux devoirs ménagers et maternels qu'on estimait les leurs, de les éduquer à la sobriété et de leur inculquer un sentiment communautaire.
A la différence du FAD, le RAD est obligatoire. À partir de 1936, l'institution se structure et se hiérarchise. L'encadrement des jeunes femmes est professionnalisé et est principalement dévolu à des universitaires évincées progressivement de leur premier métier, de juriste ou médecin notamment. Des camps sont créés dont la discipline est militaire : lever à 6 heures, lits au carré, uniformes, salut au drapeau... Les jeunes femmes travaillent 7 heures par jour, principalement à des tâches agricoles.
Au cours de la guerre, l'idéal moral nazi s'efface devant les nécessités économiques. Le manque de main d'œuvre se fait criant et les jeunes femmes deviennent l'enjeu d'un conflit entre les besoins de l'industrie des armes et les besoins de la production alimentaire. Le service de travail obligatoire; initialement de six mois, se prolonge souvent par un engagement au sein de l'armée, comme personnel administratif ou comme infirmière.

## Le cas des Alsaciens-Mosellans
L'Alsace et la Moselle sont annexées de facto au Troisième Reich, le 20 juillet 1940. Elles subissent une germanisation et une nazification. Ainsi, entre 1941 et 1944, les Alsaciens-Mosellans sont incorporés au Reichsarbeitsdienst (RAD). C'est une préparation militaire en vue de leur incorporation dans l'armée allemande qui sera effective à partir d'août 1942. Les anciens soldats français qui ont fait la campagne de France en sont exemptés et sont incorporés directement dans l'armée allemande.
Les jeunes femmes aussi sont incorporées au RAD, sauf les mariées, les femmes enceintes et celles en apprentissage. À l'issue, à partir de 1941, elles sont de plus en plus affectées au Krieghilfsdienst, dans les usines d'armement et dans l'armée (défense antiaérienne, transmissions…).
Les réfractaires sont envoyés au camp de sûreté de Vorbruck-Schirmeck pour être rééduqués.
Ces incorporés de force bénéficient après guerre du statut de « malgré-nous ». Une convention d'indemnisation signée le 17 juillet 2008 entre le secrétaire d'État aux Anciens Combattants Jean-Marie Bockel et André Bord, président de la fondation « Entente franco-allemande », a permis de reconnaître les « malgré-elles » incorporées de force au RAD et à la KHD, soit 15 000 femmes survivantes des classes 1923, 1924 et 1926.